# Pomo del cambio

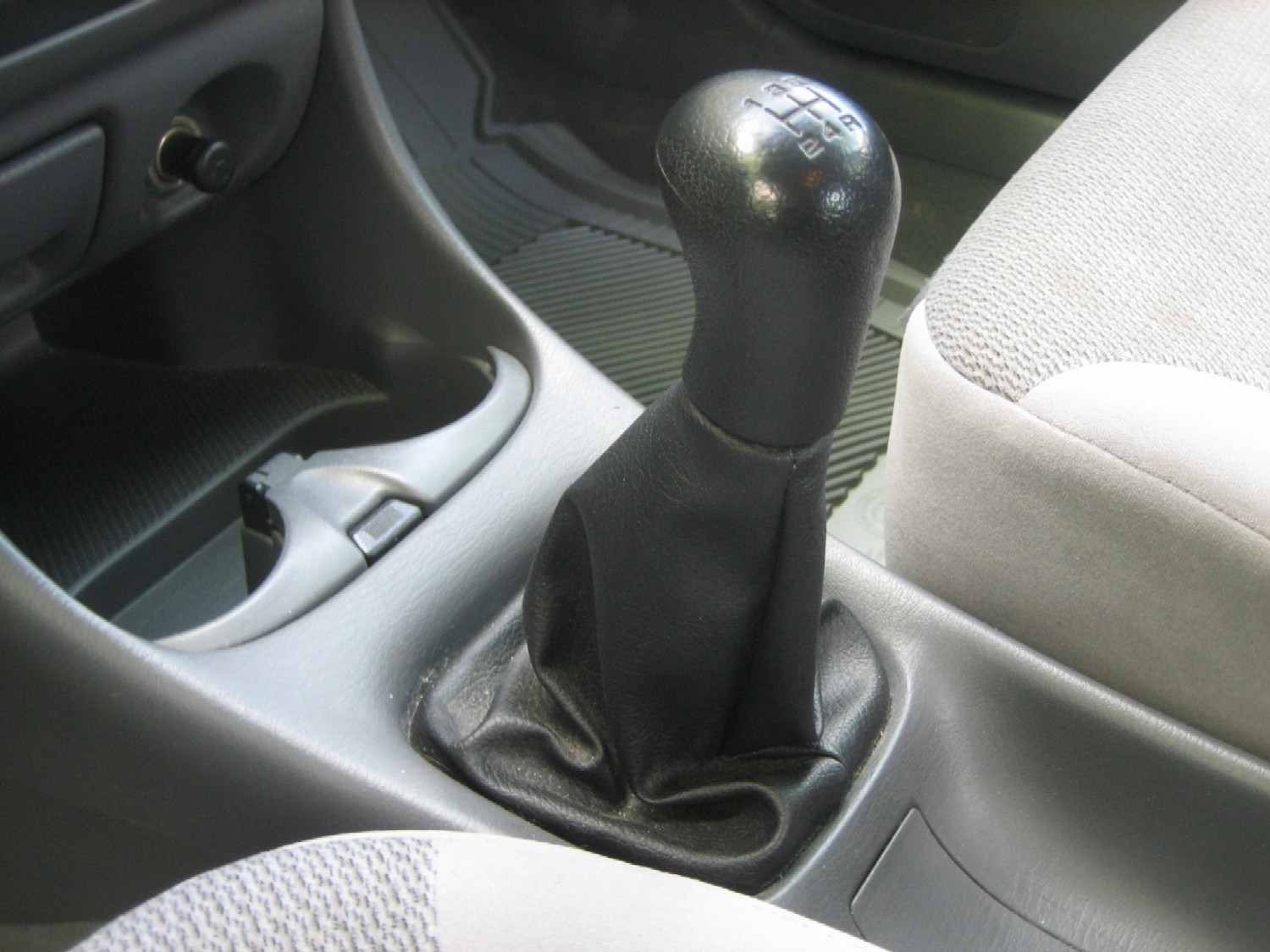
Pomo moderno típico.

El pomo del cambio es la interfaz física entre la palanca de una caja de cambios y la mano de su conductor. Es posible encontrarlos de muchos materiales distintos, desde plásticos sencillos como uretano hasta metales preciosos como el platino; y también los hay de numerosos tamaños y pesos. Como equipamiento original, suelen ser esféricos y sencillos, pero en el mercado de repuestos de automóvil se encuentran versiones de diseño más original.
La función principal del pomo del cambio es la de ser una interfaz ergonómica entre el conductor y la transmisión manual de su vehículo. La palanca de cambio, como su nombre indica, no es más que una conexión mecanizada o de aluminio fundido; y sobre ella se acopla el pomo.
En los últimos años, los fabricantes han incrementado su variedad de pomos del cambio disponibles para el consumidor final, hechos con materiales diversos, desde plásticos baratos hasta oro blanco con incrustaciones de diamante
. Los conductores han aceptado esta gran variedad como otra opción para personalizar sus automóviles.
Existe una evolución, aparecida con el pomo del cambio lastrado, que hace de la palanca del cambio más pesada por su parte superior permitiendo un cambio de marchas más veloz y sencillo, mejorando así la aceleración del vehículo.
Algunos conductores de competición han combinado un pomo lastrado con un sistema quickshift para mejorar aún más la rapidez del cambio.